# Slaget om Mosul
Slaget om Mosul (arabiska: معركة الموصل; sorani: شەڕی مووسڵ) var en militär offensiv i norra Irak, som började hösten 2016 och som avslutades i juli 2017. Den leddes av irakiska regeringsstyrkor och allierade miliser, Irakiska Kurdistan samt internationella styrkor, med målet att återta staden Mosul och omgivande delar av Ninawaprovinsen från Islamiska staten (ISIS). Offensiven bär kodnamnet "We are Coming, Nineveh" (engelska för "Vi kommer, Nineve; (قادمون يا نينوى; Qadimun Ya Naynawa), och inleddes den 16 oktober med att stridskrafter började belägra IS-kontrollerade områden i Ninawaprovinsen.

## Betydelse
Slaget om Mosul bedömdes vara en avgörande del i den internationella kampen mot IS, som erövrade staden i juni 2014. De inblandade stridskrafterna mot IS beräknades vara tio gånger fler än de försvarande IS-styrkorna, och den militära offensiven var det största fälttåget i Irak sedan invasionen av Irak 2003.

## Förlopp
Den militära operationen hade föregåtts av militära offensiver 2015 och 2016, med mindre framgångar. Uppemot 1,5 miljoner civila bor i staden, vilket höjt farhågor om risken för en större humanitär kris. En bit in i offensiven kom också rapporter om att IS börjat utnyttja delar av stadsbefolkningen som mänskliga sköldar (en form av gisslan) i försvaret av staden, vilket ledde till omfattande fördömande från människorättsorganisationer och FN:s säkerhetsråd.
Offensiven inleddes med att irakiska trupper och peshmerga-enheter attackerade IS på tre fronter (norr, öster och söder) runtom Mosul. Mer än 120 orter och byar erövrades från IS under de två första veckornas strider. Morgonen den 1 november trängde enheter ur Iraks säkerhetsstyrkor in i östliga förorter via fronten i öster.